# تامیتسا
تامیتسا (به لاتین: Tamitsa) یک منطقهٔ مسکونی در روسیه است که در استان آرخانگلسک واقع شده‌است.